# Украинский Красный Крест
Общество Красного Креста Украины (укр. Товариство Червоного Хреста України, ТЧХУ) — национальное общество международного движения Красного Креста и Красного Полумесяца на Украине.

## Деятельность
ТЧХУ — всеукраинская гуманитарная общественная организация, которая помогает государству в оказании гуманитарной помощи во время вооруженных конфликтов и в мирное время.
В том числе:
- принимает участие в оказании международной помощи в случае катастроф и чрезвычайных ситуаций,
- обеспечивает медико-социальную помощь наименее социально защищенным слоям населения,
- учит навыкам оказания первой помощи,
- помогает в восстановлении утраченных в результате вооруженных конфликтов, природных катастроф или процессов миграции родственных связей,
- оказывает психосоциальную поддержку и т. д.

## Структура
Структура Общества следует административной структуре Украины с областными и местными организациями по всей стране.
- Национальный (центральный) уровень — национальный комитет ОККУ — исполнительный орган Общества.
- Региональный уровень — Областные организации ОККУ — Региональные организации являются составной частью Общества и организационно подчинены Обществу и его Национальному Комитету.
- Местный уровень — Городские, районные и горрайонные организации ОККУ — являются составной частью соответствующих региональных организаций Общества и организационно подчинены им и Национальному Комитету.
- Первичный уровень — Первичные организации (ячейки) — созданы по месту работы, проживания или обучения граждан, являются составной частью соответствующих местных организаций Общества и организационно им подчинены.

## История
Первый центр Красного Креста на территории Украины появился в ноябре 1867 года в Симферополе, второй — в декабре того же года в Каменце-Подольском. С 1880-х годов начали появляться и центры Австрийского Красного Креста в Галиции и Буковине и Венгерского — на Закарпатье. Как независимое национальное общество Украинский Красный Крест начал работать только после учредительного съезда 15-18 апреля 1918 года в Киеве. Его родителями-основателями стала группа общественных деятелей-медиков во главе с Евменом Лукасевичем и Борисом Матюшенко. А после провозглашения независимости Украины в 1991 году Общество Красного Креста УССР получило и международное признание как полностью независимое и единое Общество Красного Креста Украины.
Во время Евромайдана отряды быстрого реагирования оказывали помощь пострадавшим во время протестов в Киеве.

## Деятельность с 24 февраля 2022
С 24 февраля 2022 года, когда произошло обострение вооружённого конфликта в Украине, ОККУ оперативно мобилизовало все силы и ресурсы и начало оказывать помощь пострадавшему населению. С 24 февраля 2022 волонтёры и сотрудники Общества почти круглосуточно работают в разных уголках страны.
Они доставляют гуманитарную помощь нуждающимся, популяризируют знания первой помощи и минной безопасности, оказывают психосоциальную поддержку. Отряды быстрого реагирования выезжают на места разрушений жилых домов вместе с ГСЧС Украины, эвакуируют людей и транспортируют маломобильных лиц из «горячих точек», дежурят на железнодорожных вокзалах и пунктах пересечения границы. Местные организации Общества обустраивают места для людей, которые были вынуждены покинуть свои дома и обеспечивают их самым необходимым. На "временно оккупированных территориях" сотрудники и волонтёры Общества Красного Креста остаются на местах и продолжают поддерживать местное население.
Работа постоянно координируется с государственными службами Украины, партнерами и коллегами Международного Движения Красного Креста и Красного Полумесяца.
Для помощи пострадавшему населению задействуют все ресурсы, чтобы привлечь как можно больше поддержки. Общество Красного Креста Украины проводит сотрудничество с международными донорами, государственным и частным сектором, партнерами Международного Движения Красного Креста и Красного Полумесяца. Были запущены десятки фандрайзинговых и краудфандинговых платформ в Украине и за рубежом. В Общество обращаются частные лица со всего мира, собирая и оказывая посильную помощь.
15 декабря 2022 года в Черниговской области во время обстрела погиб волонтёр, выдававший гуманитарную помощь местному населению.